# Slackware
Slackware (wym. [ˈslækwɛə]) – najstarsza aktywnie rozwijana dystrybucja GNU/Linuksa.
Pierwsza wersja (1.00) została wydana 16 lipca 1993 roku przez Patricka Volkerdinga. Wersja ta była oparta na dystrybucji SLS Linux i rozprowadzana jako obrazy dyskietek 3,5-calowych, dostępne przez anonimowy FTP. Slackware obchodził swoje piętnaste urodziny 17 lutego 2008.
Nazwa „Slackware” pochodzi od słowa „Slack”, zdefiniowanego przez Kościół SubGeniuszu. Autor dystrybucji Slackware początkowo nie chciał, by była brana na poważnie.

## Historia
Korzenie Slackware sięgają Softlanding Linux System, najbardziej popularnych dystrybucji GNU/Linuksa lat 90. SLS dominowało na rynku do momentu, gdy konstruktorzy zdecydowali się zmienić format plików wykonywalnych z a.out na ELF. Decyzja ta spotkała się z dużym niezadowoleniem wśród ówczesnych użytkowników SLS’u. Patrick Volkerding wydał zmodyfikowaną wersję SLS’u, którą nazwał Slackware. Pierwsza wersja, 1.00, pojawiła się 16 lipca 1993 roku. Była rozprowadzana jako obrazy dyskietek 3,5-calowych, dostępne przez anonimowy FTP.
W 1999 roku pojawiły się wersje od numeru 4 aż do 7. Twórca wyjaśnił to zabiegiem marketingowym, mającym na celu pokazanie, że Slackware był tak samo wspierany jak inne dystrybucje GNU/Linuksa.
W 2005 roku z wersji Slackware (zaczynając od 10.2) usunięto środowisko graficzne GNOME, co zostało uznane przez niektórych użytkowników jako przełomowe wydarzenie. W zamian za to pojawiło się dużo projektów oferujących kompletne środowisko GNOME dla Slackware, z których najpopularniejszym jest Dropline GNOME.

## Budowa
Bardzo dużo rozwiązań w Slackware jest postrzeganych jako idealny przykład reguły KISS. Słowo prostota odnosi się do jego budowy, a nie obsługi. Większość oprogramowania w Slackware korzysta z mechanizmów konfiguracyjnych pochodzących od twórców pierwotnego oprogramowania. Jest tylko kilka dystrybucji ze specyficznymi mechanizmami. Właśnie dlatego istnieje tak mało narzędzi GUI do konfiguracji systemu. Takie rozwiązanie nie ułatwia obsługi, gdyż system praktycznie konfiguruje się za pomocą edytora tekstu. Krytycy uważają dystrybucję Slackware za trudną i czasochłonną w opanowaniu, natomiast zwolennicy twierdzą, że Slackware jest bardzo elastyczny i przejrzysty oraz cenią sobie doświadczenie zdobyte podczas jego „nauki”.

## Charakterystyka
Slackware prezentuje odmienne podejście niż inne popularne dystrybucje, takie jak Debian, Gentoo, Mandriva, Red Hat Linux, SuSE czy Ubuntu. Najtrafniej można ją określić mianem „uniksowej”, ze względu na politykę dostarczania jedynie stabilnych wersji oprogramowania, organizację skryptów startowych w stylu BSD i brak dedykowanych narzędzi konfiguracyjnych GUI, które można znaleźć w innych odmianach GNU/Linuksa.

## Zarządzanie pakietami
Realizacja zarządzania pakietami w Slackware również jest nietypowa, ale zgodna z zasadami minimalizmu i prostoty. Pakiety to zwykłe archiwa tar spakowane programem xz (dawniej używano gzip) zawierające dodatkowe informacje o ich zawartości oraz opcjonalnie skrypt instalacyjny.
System ten obsługuje instalację, uaktualnianie i usuwanie pakietów równie prosto, jak w innych dystrybucjach. Nie usiłuje jednak śledzić czy pilnować tego, co określa się mianem zależności (tj. upewnienia się, że system posiada wszystkie biblioteki i programy, których nowy pakiet potrzebuje do prawidłowego działania). Dyskusje o zaletach obsługi bądź ignorowania zależności, choć nie tak zażarte, przypominają uniksową „świętą wojnę” o edytory tekstu. Podejście twórców Slackware do tego problemu wydaje się w pełni akceptowane przez jego – z reguły zaawansowaną – rzeszę użytkowników, którzy własnoręcznie sprawują pełną kontrolę nad zainstalowanym w systemie oprogramowaniem.
Jednak aby ułatwić użytkownikom zarządzanie pakietami, powstały narzędzia pomagające w instalacji/aktualizacji oprogramowania. Do najpopularniejszych należą:
- slackpkg – bardzo proste narzędzie, nie obsługuje zależności, ale dba o odpowiednią kolejność przy instalacji pakietów. Znajduje się w oficjalnym zestawie pakietów Slackware;
- slapt-get – program wzorowany na Debianowym menadżerze pakietów apt-get, obsługuje zależności;
- swaret – rozwiązujący zależności program do zarządzania pakietami przeznaczony dla tej dystrybucji, ale znajdujący się poza jej oficjalnym zestawem.

## Bieżąca wersja
Najnowsza stabilna wersja Slackware oznaczona jest numerem 15.0 (wydana 2022-02-03), poprzednia 14.2 (wydana 01 lipca 2016). Zawiera między innymi:
- jądro Linux 4.4.14
- kompilatory GCC 5.3.0
- języki programowania: Perl 5.22.2, Python 2.7.1, PHP 5.6.23, Ruby 2.2.5
- system kontroli wersji: Subversion 1.9.4
- przeglądarki internetowe: SeaMonkey 2.40, Mozilla Firefox 45.2, Links 2.12, Lynx 2.8.8
- programy pocztowe: Thunderbird 45.1.1, Mutt 1.6.1, Alpine 2.20
- GnuPG 1.4.20
- środowiska graficzne KDE 4.14.3
- inne zwyczajowe komponenty.

Istnieje również rozwojowa gałąź dystrybucji – current, której mogą używać miłośnicy najświeższego oprogramowania. Nie poleca się jednak jej stosowania w środowiskach produkcyjnych ze względu na eksperymentalny charakter zamieszczanego w niej oprogramowania.

## Nieoficjalne porty
Przez długi czas Slackware oficjalnie obsługiwał tylko dwie architektury (X86 oraz S/390), dopiero w roku 2009 oficjalne wprowadzono wsparcie dla x86_64 i ARM. Istnieją jednak nieoficjalne porty mające na celu danie możliwości uruchomienia dystrybucji na innych maszynach. Najbardziej znane to:
- Splack – dla architektury SPARC
- Slackintosh – dla architektury PPC.